# Anthurium atropurpureum
Anthurium atropurpureum R.E.Schult. & Maguire, 1953 è una pianta della famiglia delle Aracee, diffusa nella zona tropicale dell'America meridionale.

## Tassonomia
Sono state descritte le seguenti varietà:
- Anthurium atropurpureum var. atropurpureum
- Anthurium atropurpureum var. arenicola Croat, 1991
- Anthurium atropurpureum var. thomasii Croat, 1991.